# RIA Novosti
RIA Novosti (russisk: Российское агентство международных новостей "РИА Новости", tr. Rossijskoje agentstvo mezjdunarodnykh novostej "RIA Novosti"; engelsk: Russian International News Agency; også kort RIA) var et russisk statsejet nyhedsbureau, der var et af landets førende. Det konkurrerer med ITAR-TASS og det uafhængige Interfax.
RIA Novosti blev grundlagt i 1941. Bureauet havde et omfattende netværk af korrespondenter i 45 lande verden over. Hovedredaktionen var beliggende i Moskva.
Den 9. december 2013 beordrede Ruslands præsident Vladimir Putin RIA Novosti likvideret og oprettelse af et nyt russisk internationalt nyhedsbureau Rossija segodnja. RIA Novosti skulle lukke i 2014. I starten af marts 2014 blev personalet informeret om, at de havde mulighed for at overføre deres kontrakter til Rossija segodnja eller acceptere afskedigelse. Den 10. november 2014 lancerede Rossija segodnja multimedieplatformen Sputnik, som erstatning for RIA Novosti og Russlands stemme. I Rusland fortsatte Rossija segodnja at benytte navnet RIA Novosti og hjemmesiden ria.ru.